# Cankuzo
Cankuzo é uma província do Burundi. Sua capital é a cidade de Cankuzo.

## Comunas
Cankuzo está dividia em 5 comunas:
- Cankuzo
- Cendajuru
- CGisagara
- Kigamba
- Mishiha

## Demografia
| 2001    | 2011    |
| 181.686 | 251.700 |